# Meldonium
Meldonium (ook Mildronate, THP, MET-88, Mildronāts en Quaterine) is een geneesmiddel tegen angina pectoris en myocardinfarct dat in 1970 in de Letse Socialistische Sovjetrepubliek werd ontwikkeld door Ivars Kalviņš om plantengroei te reguleren en als diergeneesmiddel. Het wordt gebruikt in enkele Oost-Europese landen van de Europese Unie en vooral in de landen die onderdeel uitmaakten van de Sovjet-Unie. Meldonium wordt geproduceerd in Letland en dus binnen de Europese Unie, maar is niet te koop in de Verenigde Staten. Meldonium beschermt het hart tegen ischemie en heeft een nog onbegrepen positieve werking op de stemming. Het middel vergroot het uithoudingsvermogen, waardoor het per 1 januari 2016 door WADA op de dopinglijst is geplaatst.

## Werking
Het middel is werkzaam door de vorming van carnitine te remmen, waarmee de stof structuurverwant is. Als gevolg daarvan stijgt de spiegel van de voorloper van carnitine, die een beschermende werking op het hart uitoefent. Tevens bevordert het de glycolyse en remt het de afbraak van vetzuren. Het geneesmiddel voorkomt de oxidatie van vetzuren, waarbij er giftige producten in de hartspier kunnen worden gevormd. Dat gebeurt door remming van het γ-butyrobetaine hydroxylase, dat de vorming van L-carnitine uit γ-butyrobetaine (GBB) faciliteert. Uit proeven bleek dat de halveringstijd bij normaal gebruik ongeveer vijf tot vijftien uur is, maar tot enkele maanden na inname zijn er sporen van in de urine terug te vinden. De biologische beschikbaarheid is 78%. Zwangerschap en lactatie zijn gecontraindiceerd.

## Ivars Kalviņš
Het middel is een uitvinding van de Let Ivars Kalviņš. Volgens hem werd het in 1980 gegeven aan alle Sovjet-soldaten in Afghanistan. Het werd ze toegediend om hun weerstand te verbeteren en ter voorkoming van ischemie. Hij noemt zijn meldonium een verzekeringspolis voor het hart van de topatleet en is verdrietig wegens het plaatsen op de dopinglijst in 2016. Het beschermt de atleet volgens hem tegen hartdood.

## Plaatsing op de dopinglijst per 2016
Eerder onderzoek gaf aan dat het geneesmiddel veelvuldig opdook in de urine van sporters. Met een frequentie van 2,2% in de urinemonsters overtrof het de nummer twee op de lijst van stoffen in de urine van gecontroleerde sporters met meer dan 100%. Het middel werd op 16 september 2015, ingaande 1 januari 2016, door de WADA op de dopinglijst geplaatst.
Per 13 april 2016 waren sinds het verbod 172 atleten betrapt op het gebruik van meldonium, onder wie de Russische schaatser Pavel Koelizjnikov en de tennisster Maria Sjarapova. Beiden werden provisioneel geschorst. President Vladimir Poetin nam alle Russische atleten die betrapt waren in bescherming. De Russische officials hadden volgens hem hun huiswerk beter moeten doen.
Op 13 april kwam de WADA gedeeltelijk terug op eerder genomen besluiten. Ondanks de korte halveringstijd is de stof tot zeker enkele maanden na gebruik in het lichaam opspoorbaar. Atleten die betrapt waren voor 1 maart 2016 en waarbij minder dan 1 microgram Meldonium per ml bloed was aangetroffen en redelijkerwijs niet hadden kunnen weten dat ze na 31 december 2015 nog restanten in hun bloed konden hebben, kwamen in aanmerking voor kwijtschelding van een schorsing. Het uiteindelijke besluit daartoe werd overgelaten aan de lokale anti-dopingagentschappen. Een uitzondering was er voor hen die hadden toegegeven het middel te hebben gebruikt in de eerste twee maanden van het jaar 2016.

## Handelspreparaten
Het geneesmiddel is in de handel als capsules van 250 en 500mg en als een 10% injectie van 5ml. Meldonium maakt tot 0,7% uit van alle export van Letland ,  lid van de Europese Unie.